# オンラインツアー
オンラインツアー（英語：Online Tour）とは、2020年の新型コロナウイルス感染症の流行に伴う越境移動制限（観光客の入国拒否）や国際線の運休などにより海外旅行ができなくなり、窮地に陥った旅行会社がインターネットを利用し外国の観光地の映像を有料（課金）動画配信することで旅行の疑似体験を販売し売り上げとする商行為。家庭内で視聴することを前提としたため、日本ではステイホームの「おうち時間」になぞらえ、「おうち旅」と呼ぶこともある。また、「オンライントリップ」や「デジタルフライト」と呼称されることもある。

## 概要
海外に支店や営業所を持つ大手旅行会社が、現地スタッフに観光地を案内する動画を撮影させ、旅客（視聴者）がそれを観覧する。録画映像を好きな時にアクセスして閲覧するビデオ・オン・デマンド形式、特定の日時にライブ配信し複数の参加者が同時に閲覧する形式、さらに双方向番組のように閲覧者が回線を通して現地と対話して要望（アングル移動や現地人へのインタビューなど）を伝えるような形式もあり、特に後者は遠隔操作に似ていることからリモートツアーとも呼ばれる。

## 日本での実施例

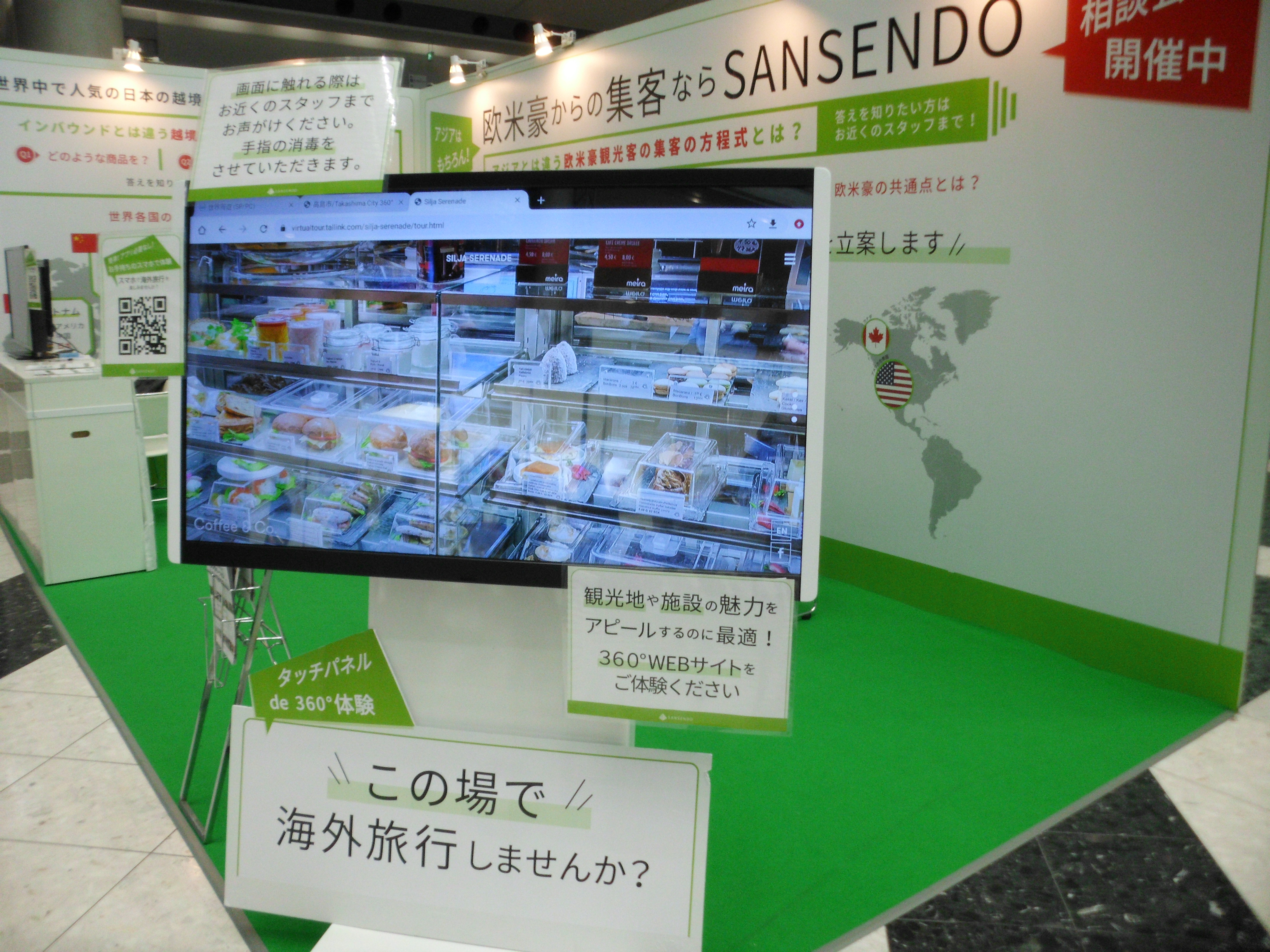
オンラインツアーのデモンストレーション
（インバウンドエクスポにて）

H.I.S.はオンラインツアーをテレビコマーシャルで宣伝し、ウェブ会議システムのZoomで参加。海外の占い師とマンツーマンで対峙（現地側に通訳同伴）して運勢を占ってもらうなどのツアーを企画。料金は30分4000円で、電子決済する。既に3万人以上が利用しており、2021年（令和3年）秋までに2000種類のツアーコースを設け、累計30万人の利用を目指す。同社は国内約260店のうち三分の一の店舗を閉鎖する経営計画で、苦肉の策として始めたオンラインツアーだが新たな収益源になる可能性が見えてきている。
近畿日本ツーリストは首都圏の中学校を対象に、中止となった修学旅行プランとして薬師寺（奈良市）の僧侶講和を提供。
日本観光振興協会が約2万人を対象に実施したアンケート調査では、オンラインツアーを「体験した」「体験したい」とする回答が約3割に上っている。
また、日本旅行では既存の訪日外国人旅行者（インバウンド消費）を対象に、全国通訳案内士が英語で渋谷スクランブル交差点や明治神宮といった従来から個人旅行（インディビ）で訪ねる人気スポットをオンラインツアーでガイドする企画を立ち上げ、これには将来的に訪日旅行が再開した際の顧客とする目論見がある。
インバウンドに活用する目的で文化庁が整備した日本遺産をバーチャルリアリティー（VR）も交えた映像を国際観光振興機構（JNTO）が特設サイトを設け配信し、日本文化の魅力の発信を継続し続けることで訪日旅行者の繋ぎ止めに役立てようとしている。
東京都では都内に法人登記する旅行会社に対し、「オンラインツアー造成支援補助金」の給付を始めた（利用者が日本人か外国人かは問わず）。

## 類例
オンラインツアーに似たものとしてバーチャルツアー（仮想旅行）があるが、バーチャルツアーは例えば宇宙旅行や架空の旅先（漫画やSF映画の舞台）へ行けたり、実写映像ではなくCGやアニメーションだったりするゲーム感覚のような違いがある。
一方でバーチャルツアーを代用旅行として積極的に活用する事例もあり、営利活動の旅行会社によるものではないが、コロナ禍で爆発的人気となったオンラインゲームのあつまれ どうぶつの森に佐渡金山の世界遺産登録を目指す新潟県佐渡島が「さどが島」を公開し、実在の観光名所や世界農業遺産の「トキと共生する佐渡の里山」などを紹介し、アフターコロナの観光客誘致を視野にいれている。
また、自粛期間に電車でGO!や桃太郎電鉄シリーズといった旅行系ゲームを楽しむ人が増えたともされる。

## 奨励
観光資源として絶大な人気を誇る世界遺産を推進するユネスコは、遺産の商品化によるヘリテージツーリズム（遺産観光）も推奨しており、世界遺産の非公開エリアやドローンを駆使した特別な視点をオンラインツアーで提供し、その売り上げを保全費用に充当するという試案も示しているほか、無形文化遺産の伝統芸能などを体感する“Dive into Intangible Cultural Heritage（無形遺産に飛び込もう）”プロジェクトを立ち上げ、オンラインツアーとしても推奨する。

## 発展

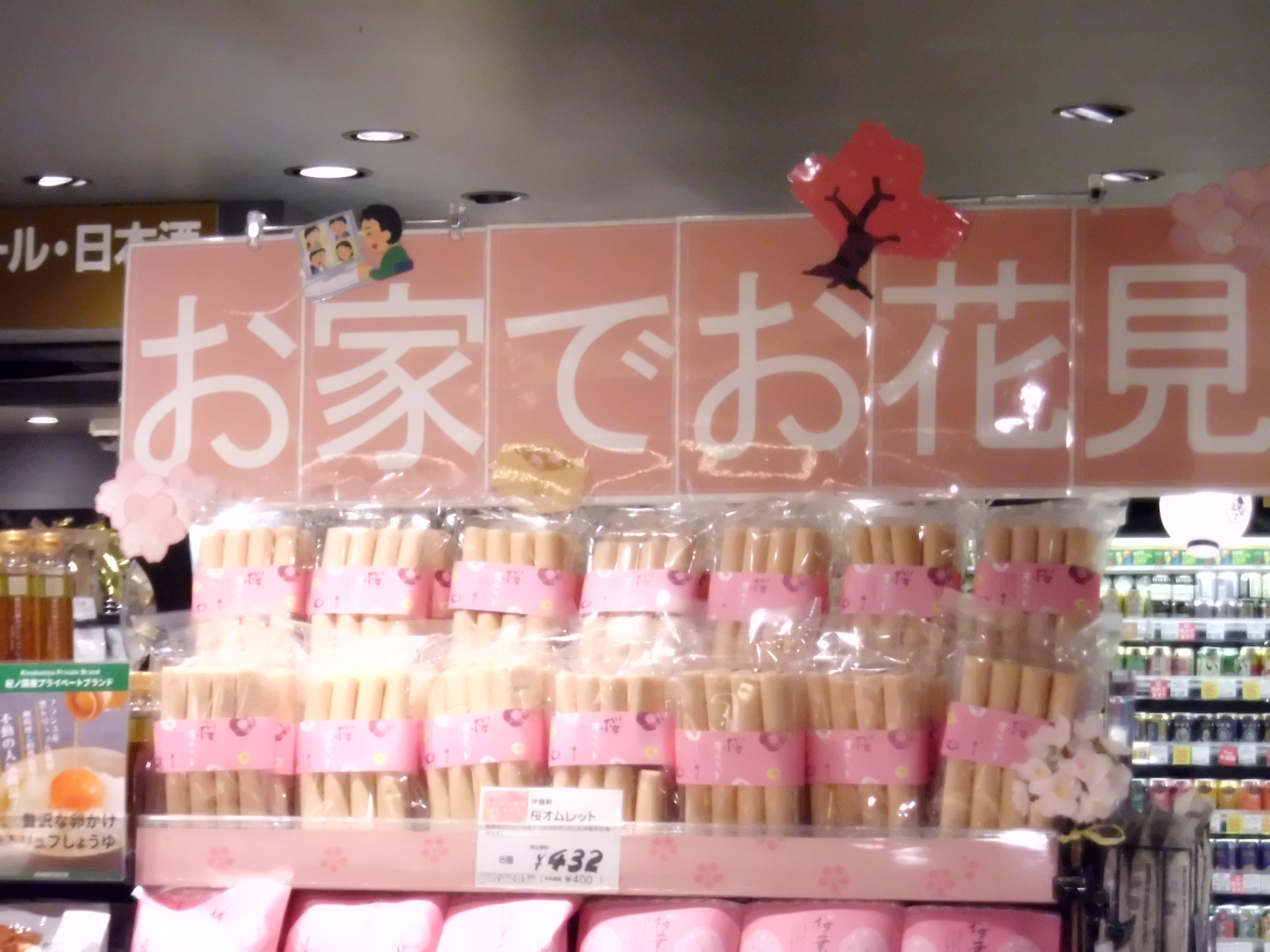
オンライン花見では弁当や酒をしつらえて雰囲気を醸成

自宅のパソコンではなく、高画質大画面で臨場感を味わいたいという要望から、そうした施設を有するホテルがステイケーションでのオンラインツアープランを企画したり、スポーツ中継をスポーツバーで見たり、コンサートに合わせて自身も歌いたいという要望からカラオケボックスで見るといった派生商品が登場したり、オンラインツアーの旅先の料理を味わいながら見るケータリングサービスのような他業種との連携、観光地のDMOなどがライブコマースで特産品を直接消費者（旅客）に売り込むことで旅先でのショッピング気分を楽しめる事例もある。
また、日時限定の祭などを中継放送する実況プレイのような広がりの可能性もある。

## 検索
さまざまなオンラインツアーが発信されるようになったことをうけ、オンラインツアー専用の旅行比較サイトが開設された。

## 課題
旅行は本来、実際に現地へ出向き体感することであり、疑似環境のオンラインツアーでどれだけリアリティを提供できるかの演出力（シアトリカルさ）が求められる。
旅行会社はパッケージツアーの販売（ホールセール）や交通機関・宿泊施設等の予約手配代行が主たる業務であり、映像を商品とする場合、日本では営業約款を変更する必要が生じる可能性がある。また、既存の従業員のリストラが始まっている一方で、より品質が高い映像を提供するためには映像作家のような専門職の新規雇用と機材の購入、あるいは製作依頼の外注にかかる費用投資が必要となる。
前述のスポーツやコンサートの配信には放映権や肖像権などの権利が絡んでくることに配慮が必要となる。
オンラインツアーを多くの人が一堂に介して観覧した場合、旅行会社側がその場にいないため、３密状態となりソーシャルディスタンスを確保できているかが確認できず、クラスターを発生させてしまう可能性があり、その際の責任の所在（免責事項）が不明確である。